# Jerónimo Contador de Argote
Jerónimo Contador de Argote (Colares, 8 de Julho de 1676 — Lisboa, 9 de Abril de 1749) foi um clérigo teatino e historiador português, membro da Academia Real da História Portuguesa, autor de algumas obras pioneiras de gramática portuguesa e de história eclesiástica de Portugal.

## Biografia
Destinado à vida eclesiástica, fez os primeiros estudos na cidade do Porto e com apenas 11 anos de idade ingressou no Convento de Nossa Senhora da Providência de Lisboa, onde estudou Teologia e Filosofia e se dedicou aos estudos escolásticos. A 22 de Janeiro de 1689 tornou-se clérigo regular da Ordem dos Teatinos (ou Ordem da Divina Providência) e terminados os seus estudos permaneceu naquele convento, ocupando-se no ensino da Filosofia.
Transferiu-se para o Colégio Jesuíta de São Francisco Xavier, de Lisboa, onde aprofundou os seus conhecimentos de língua latina. Contudo, problemas de saúde obrigaram-no a interromper os estudos e a transferir-se para o Minho, onde permaneceu no convento da sua ordem de Braga até 1715. Durante a sua estada em Braga dedicou-se ao estudo da história eclesiástica daquela arquidiocese, realizando pesquisas históricas que fariam dele um dos pioneiros da moderna historiografia portuguesa do século XVIII. Recuperado, regressou a Lisboa e retomou os estudos na Academia Portuguesa e especializou-se em História Sagrada e Profana.
Como gramático revelou-se de orientação moderna, fornecendo fontes importantes para o estudo da língua portuguesa da época e das suas formas dialectais.
Membro fundador da Academia Real da História Portuguesa, escreveu diversas obras sobre gramática latina e portuguesa e sobre história de Portugal, destacando-se os seus quatro volumes  das Memórias para a história ecclesiástica do Arcebispado de Braga, primaz das Hispanhas, dedicadas ao rei D. João V de Portugal, e a obra Regras da lingua portugueza, espelho da lingua latina .  
Faleceu em Lisboa, no Convento dos Caetanos, em 1749.